# Nurken Abdirov

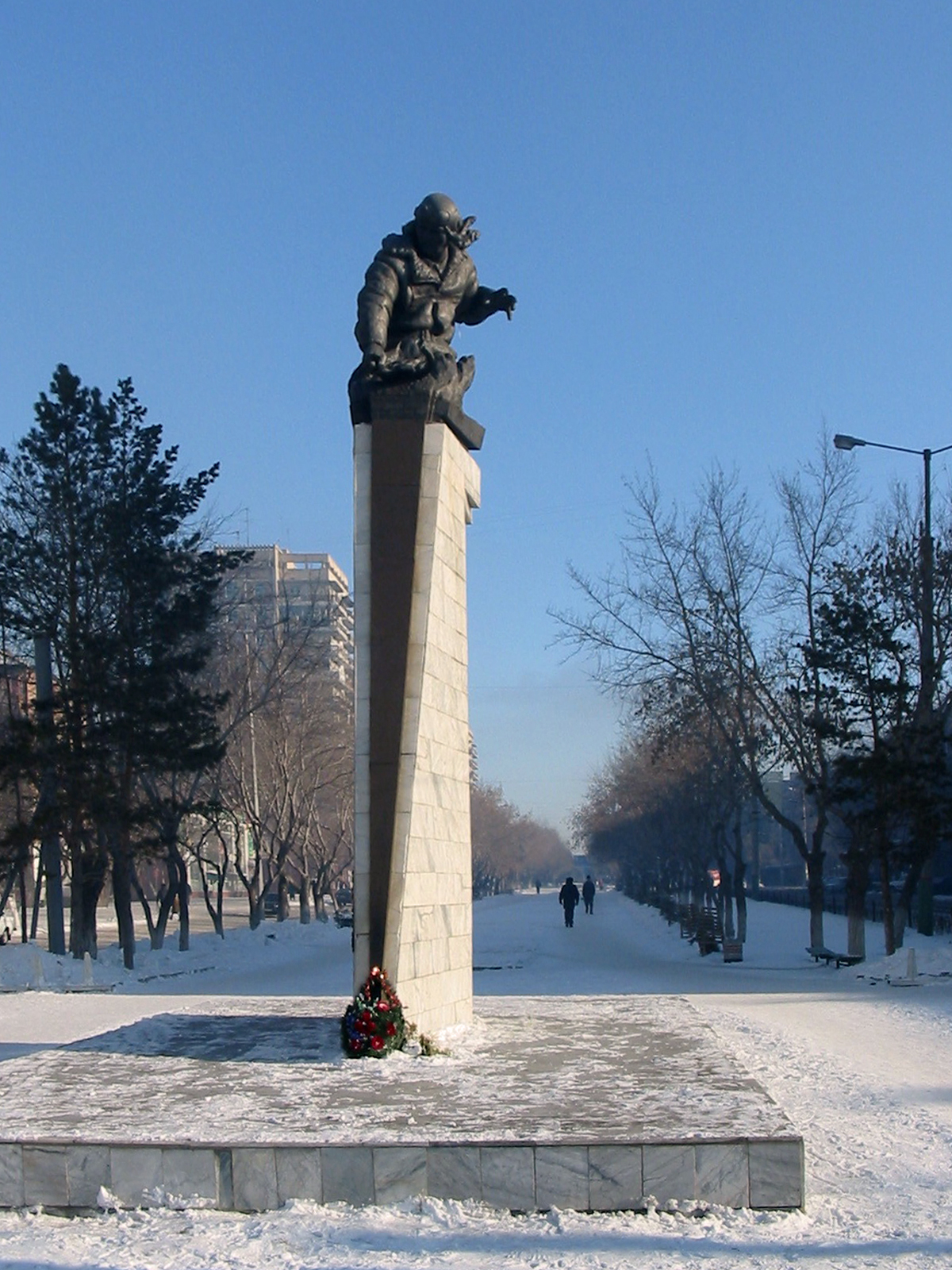
Statuia lui Abdirov în orașul său natal Karaganda, Kazahstan

Nurken Abdirovici Abdirov ( kazahă Нүркен Әбдіров/Núrken Ábdirov, rusă Нуркен Абдирович Абдиров; 9 august 1919 - 19 decembrie 1942) a fost un pilot kazah declarat erou de război în Uniunea Sovietică în cel de-al doilea război mondial, ucis în bătălia de la Stalingrad . 

## Biografie
Abdirov este o figură legendară în orașul său natal Karaganda, Kazahstan. Conform istoriei locale, când avionul lui Abdirov a fost lovit de focul inamicului, el și trăgătorul Aleksandr Komissarov au condus avionul în așa fel încât să se prăbușească peste o coloană de tancuri germane, sacrificându-și propria viață pentru a distruge inamicul. 
La 31 martie 1943, Abdirov a fost făcut postum Erou al Uniunii Sovietice. 